# Snowdenia petitiana
Snowdenia petitiana är en gräsart som först beskrevs av Achille Richard, och fick sitt nu gällande namn av Charles Edward Hubbard. Snowdenia petitiana ingår i släktet vimpelgrässläktet, och familjen gräs. Inga underarter finns listade i Catalogue of Life.